# Loge d'Edimbourg no 1 (Mary's Chapel)

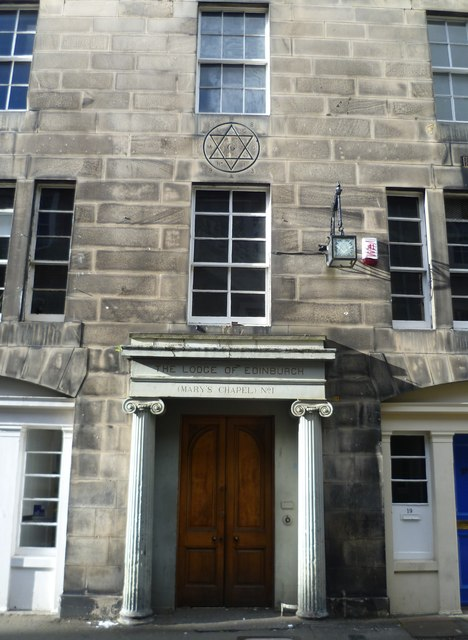
Entrée de la Loge d'Edimbourg no 1
(Mary's Chapel), 19 Hill Street. Le bâtiment a été rebaptisé Hill Street Theatre. Depuis 1947, il accueille en août l'Edinburgh Festival Fringe.

La loge d'Édimbourg no 1 aussi appelée Mary's Chapel (en anglais : Lodge of Edinburgh (Mary's Chapel) No.1, ou encore The Ancient Lodge of Edinburgh Mary's Chapel) est une loge maçonnique implantée à Édimbourg en Écosse, dépendante de la Grande Loge d’Écosse.

## Histoire
Celle loge a été créée en 1599, par William Schaw (auteur des statuts Schaw), et sous l'autorité de William de Saint Clair.
Elle porte le numéro 1 dans la liste de la Grande Loge d’Écosse, car elle est réputée posséder le plus ancien compte-rendu d'une tenue maçonnique, en date de juillet 1599, et faire l'objet de la première référence historique en tant que loge spéculative (non-opérative),. Ce rang lui a été contesté par la loge Kilwinning, constituée dans la ville de Kilwinning, en Écosse. Les origines de la corporation dont cette dernière loge est issue remonteraient au XIIe siècle. Cette querelle de préséance historique dura jusqu'en 1807, lorsqu'elle intégra la Grande Loge d’Écosse, à condition d'avoir le numéro zéro, devant la Mary's Chapel.
Entre 1599 et 1688, la loge s'appelait The Lodge of Edinburgh, nom qui fut changé lorsque la Grande Loge d’Écosse confirma sa charte, et la désigna sous son nom actuel The Lodge of Edinburgh (Mary's Chapel) No. 1.
Le nom Mary's Chapel a pour origine la St Mary's Chapel, fondée en 1505 au centre de Niddry's Wynd (Edinburgh) par Elizabeth, Comtesse de Ross (Écosse). La chapelle fut détruite en 1785 pour la construction d'un pont au sud de la ville.